# Yahya Al-Meshad
Yahya Al-Meshad (aussi transcrit Yehia El-Mashad ; né le 11 novembre 1932 à Benha et mort à Paris le 14 juin 1980) était un physicien nucléaire égyptien. Il est victime d'un assassinat à Paris dans un hôtel, dans la nuit du 12 au 13 juin 1980, par le Mossad (service secret israélien) alors qu'il travaillait sur le programme nucléaire de Saddam Hussein,.

## Carrière
Al-Meshad, qui avait fait ses études d'Ingénierie à l'Université d'Alexandrie au début des années 1950, rejoint grâce à une bourse d'État l'Institut de génie énergétique de Moscou en 1956. Six ans plus tard, il y décrocha son doctorat en Ingénierie nucléaire.
Après ses études, il retourne dans son pays où il intègre en 1963 l'Agence Égyptienne de l'Énergie Atomique en tant que chercheur-ingénieur.
À la suite de la guerre des Six Jours qui entraîna l'arrêt du programme nucléaire égyptien, Al-Meshad rejoint celui de l'Irak baasiste. En parallèle à ses activités, il enseigne également à l'Université Technologique de Baghdad.

## Assassinat ciblé
Le 14 juin 1980, El Mashad a été retrouvé mort dans sa chambre à l'hôtel Méridien de Paris. Certaines sources affirment qu'il a été trouvé avec sa gorge tranchée et plusieurs traces d'attaque par arme blanche, d'autres sources suggèrent l'hypothèse qu'il avait été battu à mort. Des semaines plus tard, une prostituée parisienne, soupçonnée d’avoir eu un lien avec la mort de Mashad, a elle-même été tuée par une automobile en état de fuite. Les autorités françaises ont soupçonné le Mossad d'être derrière cette affaire, mais n'avaient aucune preuve. Israël a publié des déclarations immédiatement après la mort d'El Mashad, affirmant que le programme nucléaire irakien avait été retardé, mais a nié toute implication.